# Marouane M'rabet
Pour les articles homonymes, voir M'rabet.
Marouane M'rabet, né le 5 juin 1985 à Kélibia, est un joueur tunisien de volley-ball. Il mesure 1,86 m et joue en tant que passeur.
Il prend part aux Jeux olympiques d'été de 2012 avec l'équipe de Tunisie, dont il devient par la suite capitaine. Il joue depuis 2017 au Club sportif sfaxien.

## Clubs
- 2009-2012 : Club olympique de Kélibia ( Tunisie)
- 2012-2017 : Étoile sportive du Sahel ( Tunisie)
- depuis 2017 : Club sportif sfaxien ( Tunisie)

## Palmarès

### Équipe nationale
- Championnat d'Afrique
  -  Finaliste en 2013 ( Tunisie)
- Championnat arabe
  -  Vainqueur en 2006 et 2012 ( Bahreïn)
- Jeux méditerranéens
  -  Médaille d'argent aux Jeux méditerranéens de 2013 ( Turquie)

### Autres
- Vainqueur du Tournoi international de Rashed en 2012[1] ( Émirats arabes unis)
- Vainqueur de la coupe du président Noursoultan Nazarbaïev en 2012[2] ( Kazakhstan)

### Clubs
- Championnat de Tunisie
  -  Vainqueur en 2014
- Coupe de Tunisie
  -  Vainqueur en 2011 et 2015